# Forni della Signoria
El Forni della Signoria (en maltés: L-Ifran tas-Sinjurija; en inglés: Bakeries of the Grandmaster) era una panadería en La Valeta, Malta. Fue construido a finales del siglo XVI por la Orden de San Juan, y constaba de una serie de panaderías que producían pan para los habitantes de La Valeta y sus alrededores, así como para la guarnición y la armada de la Orden.
Permaneció en uso por los militares franceses y más tarde por los británicos, hasta que se abrió una nueva Royal Naval Bakery en Birgu en 1845. Posteriormente, la panadería se convirtió en tiendas, antes de caer en mal estado. El edificio fue demolido a principios del siglo XX para dar paso a Vincenti Buildings. La panadería dio su nombre a Old Bakery Street, una de las calles principales de La Valeta.

## Historia

### Antecedentes
Las primeras panaderías destacadas de la Orden se construyeron en Birgu en 1545. En 1566, el arquitecto Francesco Laparelli diseñó un plan para una nueva ciudad, La Valeta, donde todos los edificios públicos y destacados estarían en un área reservada. Entre estos edificios se encontraban los Forni della Sacra Religione.
Primero se construyeron pequeñas panaderías individuales en el lugar, que existía desde la década de 1570. Estas panaderías se construyeron durante la magistratura del gran maestre Jean de la Cassière a sus expensas, y se las conocía en italiano como Forni pubblici della religione (Panaderías Públicas de la Religión). Las panaderías estuvieron entre los primeros edificios erigidos en La Valeta. Según Leonard Mahoney (1988), al igual que los primeros edificios de La Valeta, estas panaderías se construyeron para la comodidad de la primera ola de trabajadores y migrantes en lugar de tener en cuenta el atractivo estético de la arquitectura. Por lo tanto, se puede considerar que estas panaderías han tenido una arquitectura vernácula en cierta medida.
El área reservada, generalmente conocida como el collachio, fue jugada durante años y finalmente fue abandonada por no ser práctica para los negocios, la administración y el resto de los habitantes de la ciudad. Sin embargo, más o menos, los edificios mencionados ocuparon el área designada.

### Construcción y uso
La panadería de la Orden se estaba planificando en 1582 y ese año se redactó un grabado de Mateo Pérez de Alesio de La Valeta que incluía la panadería planificada. El edificio estaba marcado como Il Forno d.la Signoria et l'Armaria, lo que significa que parte del edificio también tenía que incluir una armería para servir en caso de asedio. Esto también porque estaba destinado principalmente a servir a los militares. Finalmente fue construido alrededor de 1583 o 1584, durante la magistratura del gran maestre Hugues Loubenx de Verdalle. El edificio fue diseñado por el arquitecto maltés Girolamo Cassar, quien también diseñó muchos otros edificios en La Valeta. Como estaba previsto, el edificio se utilizó principalmente para la elaboración de pan, mientras que otra parte del edificio se utilizó como armería o ferreria. También se elaboraban otros productos alimenticios a partir de ingredientes similares al pan, como las galletas. En el siglo XVII se añadió al edificio una sala de molinos.

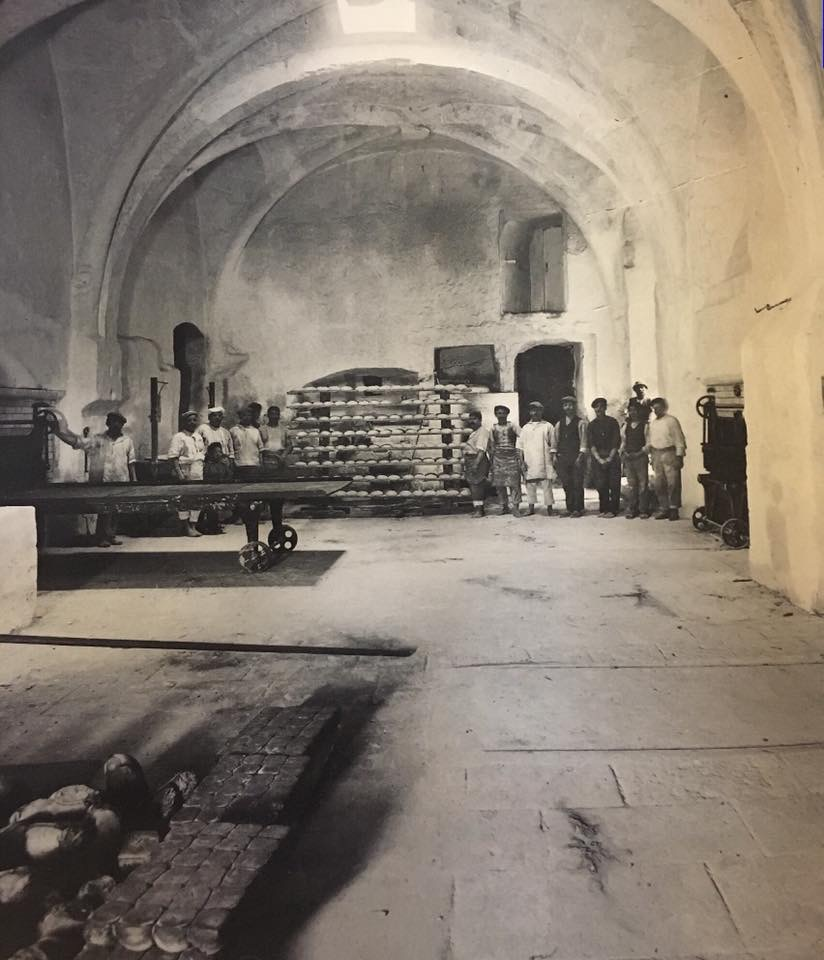
Interior de la panadería mientras aún estaba en uso durante el período británico

El edificio era propiedad de la Tesorería de la Orden, y bajo la responsabilidad del Castellano. El edificio fue alquilado, cada parte a diferentes propietarios, sin embargo, fue administrado por una persona conocida como Commendatore dei Forni (Comandante de panaderías). Los dueños debían vender el pan a un precio establecido. La panadería producía la mayor parte del pan para los habitantes de La Valeta y Floriana, así como para el hospital, la prisión, las galeras y la guarnición de la Orden.
Algunos de los gastos de funcionamiento de la panadería se aliviaron ya que varios esclavos se vieron obligados a realizar trabajos forzados no remunerados. Solo los esclavos de confianza podían trabajar en la panadería. Sin embargo, después de la rebelión de los esclavos durante el magisterio del gran maestre Manuel Pinto da Fonseca, ninguno de los esclavos fue confiado en edificios importantes como la panadería que proporcionaba la comida diaria tradicional. El incidente siguió a una escasez de panaderos en La Valeta que ordenó a los panaderos de las aldeas que lo hicieran en el lugar y Castellania encarceló a aquellos que se negaron a hornear pan en la ciudad durante aproximadamente una semana.

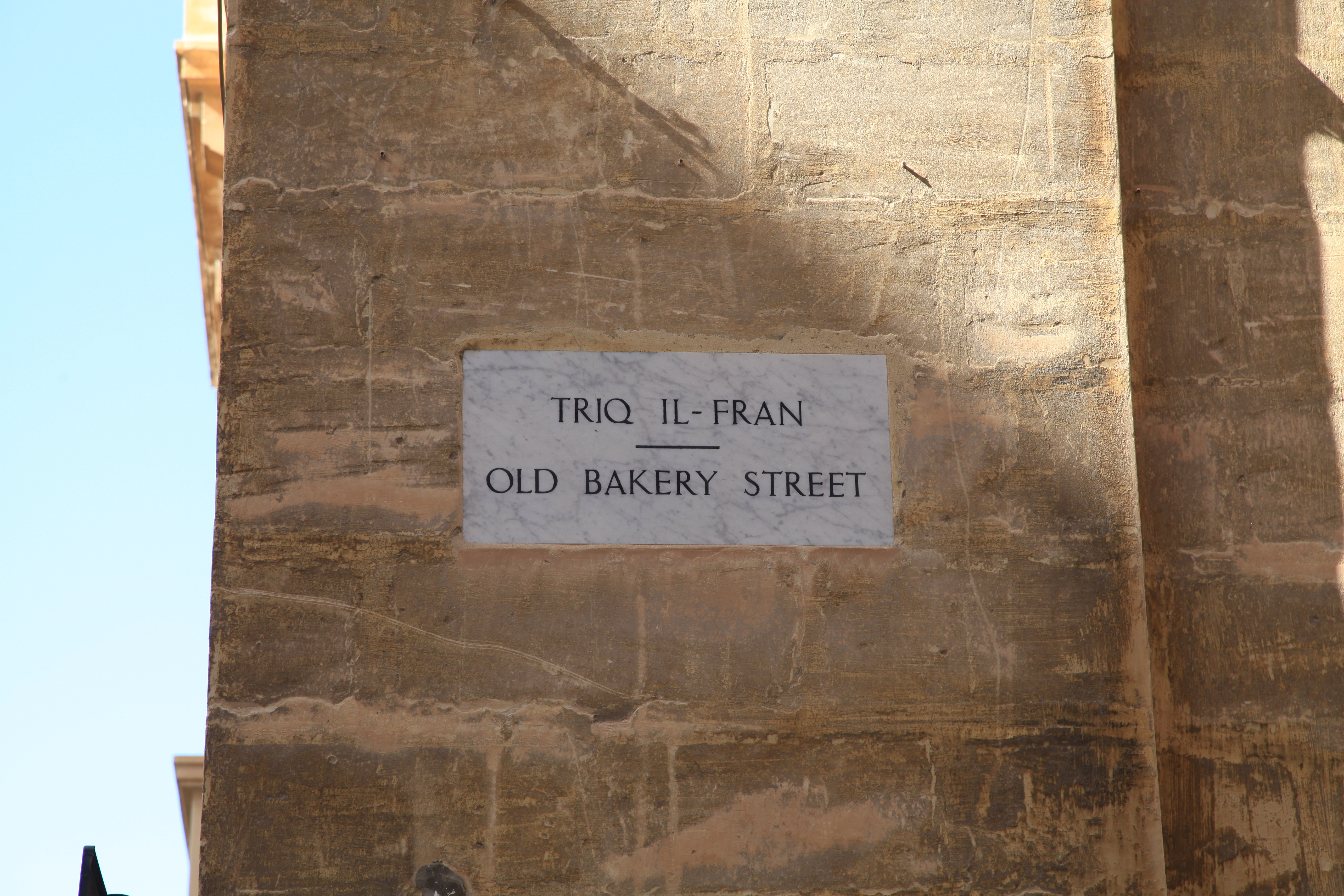
El edificio dio su nombre a Strada Forni, ahora Old Bakery Street.

Durante la ocupación francesa de Malta en 1798, la panadería se utilizó para producir pan para la guarnición francesa y estuvo fuertemente custodiada durante el bloqueo de 1798-1800. En este punto, la calle donde se encontraba la panadería, originalmente llamada Strada San Giovanni Battista, pasó a llamarse Rue des Fours en honor a la panadería. Más tarde se conoció como Strada Forni en italiano durante el período británico temprano, y desde 1926 se llama Old Bakery Street. Se conoce como Triq il-Fran o Triq l-Ifran en maltés, pero los residentes de La Valeta todavía la llaman comúnmente Strada Forni. Esto significa que la panadería da nombre a una calle principal de la capital La Valeta.
En algún momento, durante el período británico, el edificio se conoció como Forni Regii o la Panadería de la Majestad. También era conocida como La Panadería del Rey. En 1824, el piso superior, que albergaba la armería, fue entregado al ejército británico. La panadería permaneció en uso a principios del siglo XIX, suministrando pan al ejército británico. El ejército británico lo utilizó de manera destacada como departamento colonial, que almacenaba y abastecía de alimentos a las tropas estacionadas en Mallta, más conocido como Comisariado. Los británicos también lo usaron para moler maíz.
Cayó en desuso cuando se inauguró la Royal Naval Bakery en Birgu en 1845. Inicialmente se utilizó como tiendas, pero el edificio cayó en mal estado. Se dice que un niño inglés murió cuando parte del edificio se derrumbó mientras jugaba allí.

### Demolición
La panadería fue demolida en 1926. The Times of Malta publicó un artículo acompañado de una foto para informar al público en general que la panadería fue demolida y no destruida por la guerra. El periódico declaró:
"¡No! este edificio no ha sufrido un bombardeo aéreo; es Knights' Bakery en Old Bakery Street que está en proceso de demolición para dar paso a un edificio mejor y más imponente".

### Reurbanización y restos

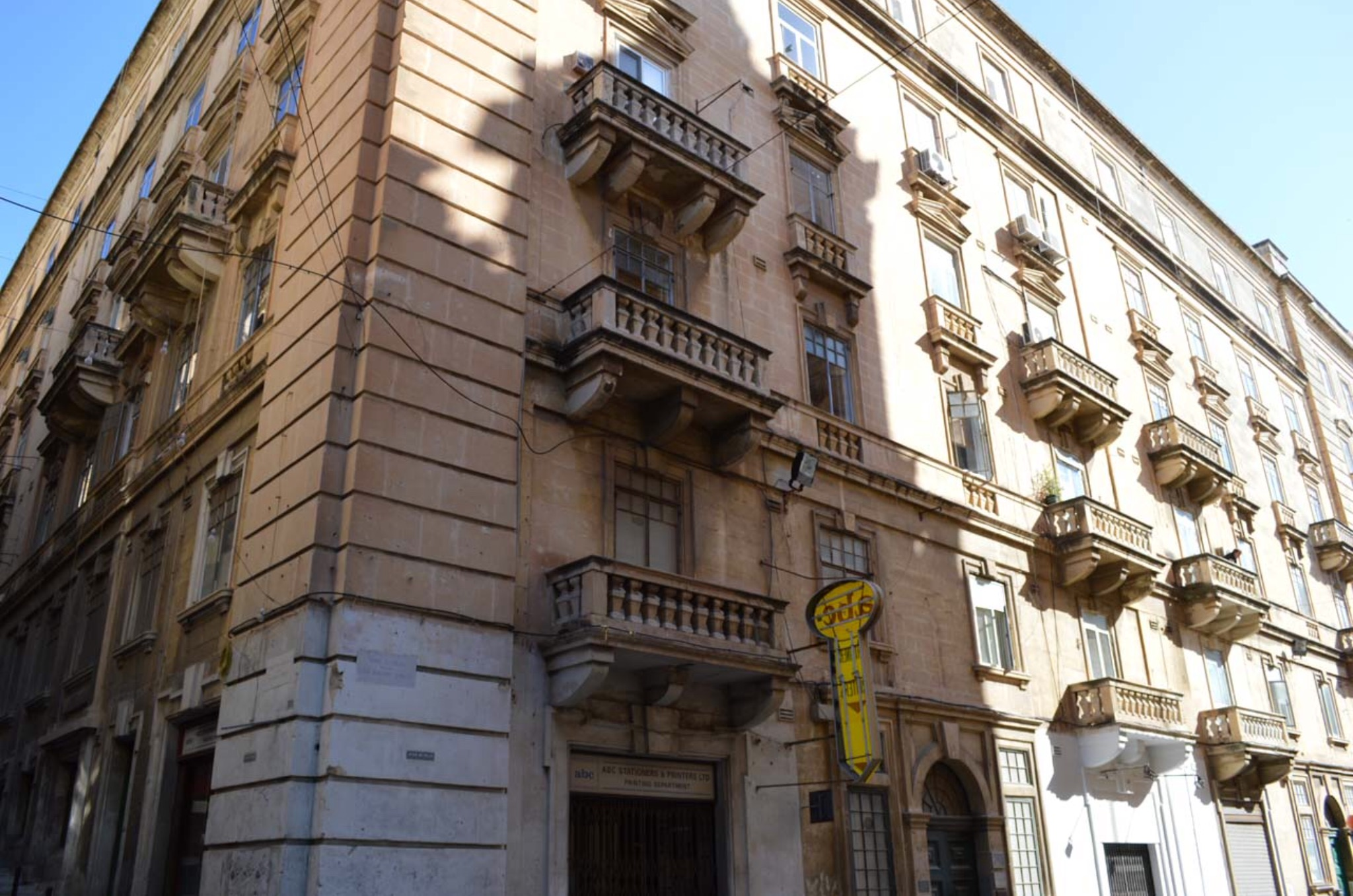
Los Edificios Vincenti, el lugar donde se encontraba la panadería

A mediados de la década de 1930 el sitio fue adquirido por el arquitecto Gustavo R. Vincenti. Levantó un bloque modernista (Art Nouveau o simplemente art déco), conocido como Edificios Vincenti en honor a su arquitecto en 1938. Los edificios Vincenti sufrieron daños durante la Segunda Guerra Mundial, pero se repararon fielmente al diseño original. Algunas de las residencias se han convertido en oficinas.
En marzo de 2010, los trabajadores de Enemalta descubrieron restos de los cimientos de la panadería durante los trabajos de pavimentación en Strait Street. Los restos consisten en tramos de un muro de hasta cuatro hiladas de altura y colocados sobre roca madre. También se encontraron otros restos en Melita Street al otro lado de Old Bakery Street. Un modelo de madera detallado de la panadería, que probablemente se remonta al período británico, se encuentra en la colección de reserva de Heritage Malta en el Palacio del Inquisidor en Birgu.

## Arquitectura

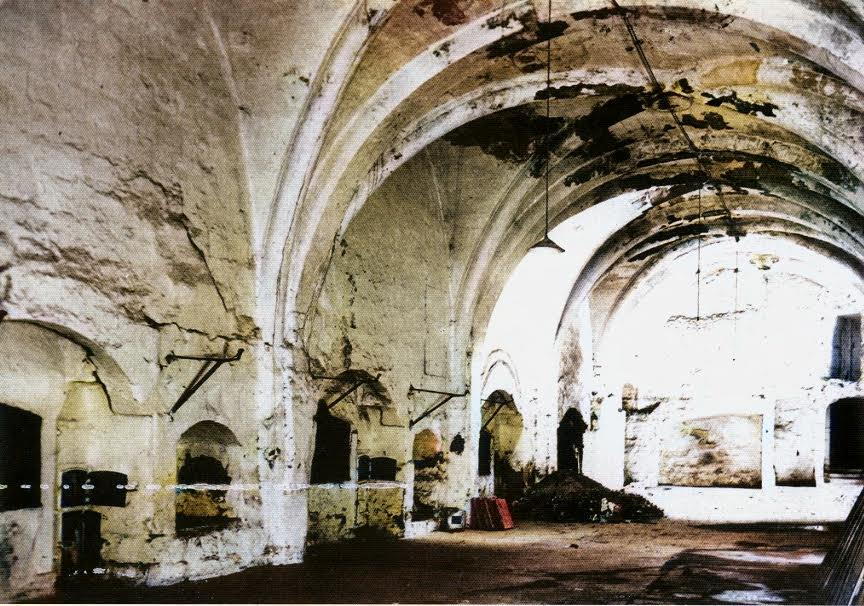
Interior del edificio

La panadería de la Orden estaba ubicada en una cuadra de la ciudad bordeada por las calles Old Bakery, Melita, St. John y Strait. Su fachada principal estaba en Old Bakery Street frente a la Iglesia de San Agustín, y constaba de una crujía central con dos cubiertas inclinadas, con tramos de tres plantas a cada lado. Tenía esquinas imponentes, típicas del arquitecto Cassar, que se caracterizaban por grandes pilastras rústicas para sostener el enorme edificio.
La fachada era asimétrica y no tenía moldura. Contenía dos puertas principales, pero había otras entradas en Strait Street. El exterior era sencillo, en contraste con otros edificios de La Valeta, sin embargo, esto era típico cuando se construyó. Aunque es posible que el exterior no tuviera características estéticamente agradables, el interior era espacioso y adecuado para su propósito. Al igual que otros edificios destacados, la panadería recibió agua del acueducto de Wignacourt. El edificio no sufrió daños durante el terremoto de Sicilia de 1693 aunque, como está documentado, los edificios circundantes sí lo hicieron.